# Petru Bosie-Codreanu
Petru I. Bosie-Codreanu a fost un politician moldovean, ales în Sfatul Țării.

## Sfatul Țării
Petru Bosie-Codreanu, de naționalitate moldovean, a fost ales cu vot universal de zemstvoul ținutului Soroca.

## Galerie

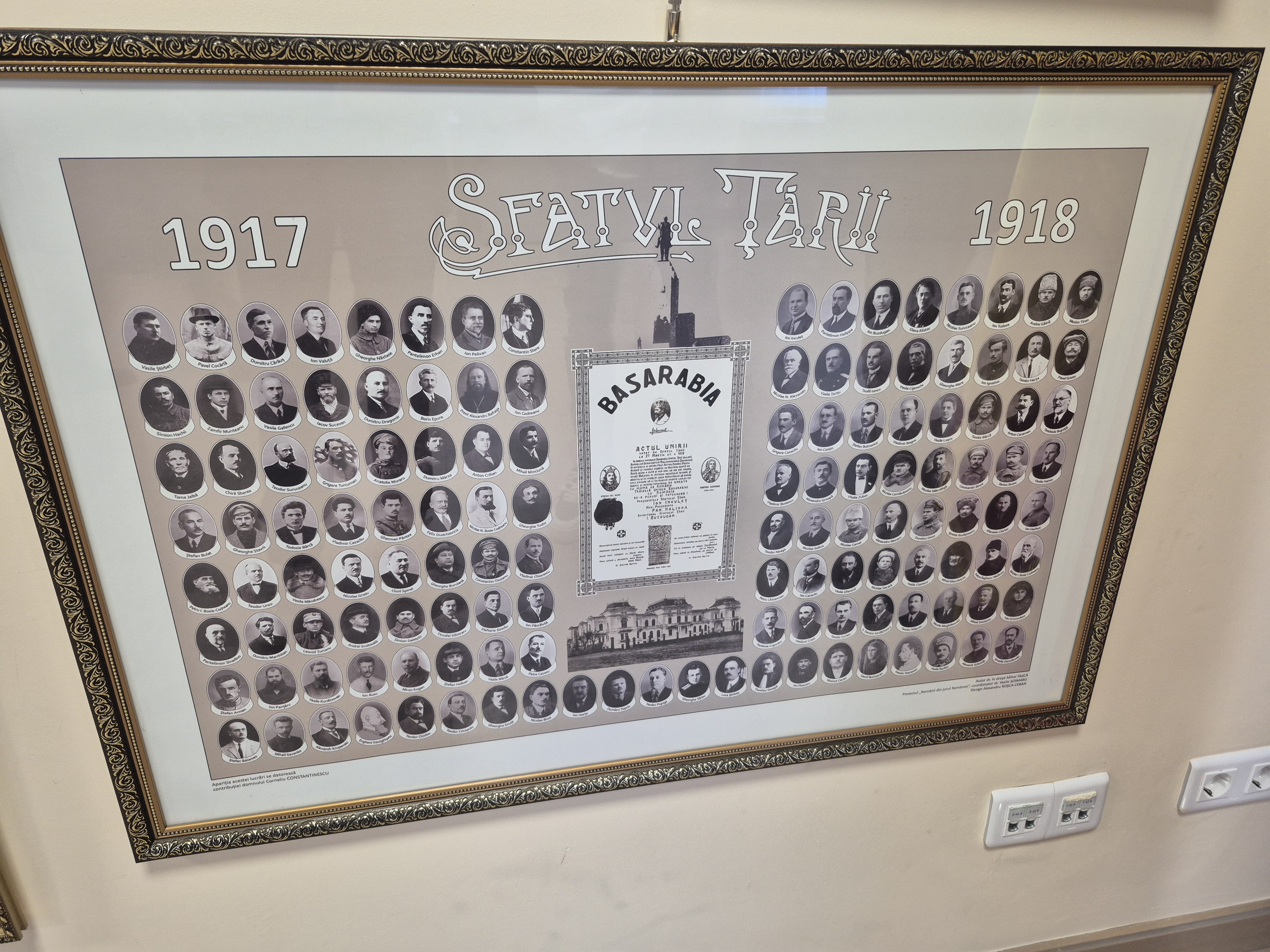